# Quambalaria cyanescens
Quambalaria cyanescens är en svampart som först beskrevs av de Hoog & G.A. de Vries, och fick sitt nu gällande namn av Z.W. de Beer, Begerow & R. Bauer 2006. Quambalaria cyanescens ingår i släktet Quambalaria och familjen Quambalariaceae.   Inga underarter finns listade i Catalogue of Life.